# Аллос-Кольмар
Алло́с-Кольма́р (фр. Allos-Colmars) — кантон во Франции, находится в регионе Прованс — Альпы — Лазурный Берег, департамент Альпы Верхнего Прованса. Входит в состав округа Кастеллан.
Код INSEE кантона — 0407. Всего в кантон Аллос-Кольмар входит 6 коммун, из них главной коммуной является Кольмар.

## Коммуны кантона
| Коммуна       | Население, чел. (1999) | Почтовый индекс | Код INSEE |
| ------------- | ---------------------- | --------------- | --------- |
| Аллос         | 637                    | 04260           | 04006     |
| Бовезе        | 346                    | 04370           | 04025     |
| Вийар-Кольмар | 209                    | 04370           | 04240     |
| Кольмар       | 378                    | 04370           | 04061     |
| Торам-Бас     | 151                    | 04170           | 04218     |
| Торам-От      | 174                    | 04170           | 04219     |

## Население
Население кантона на 2008 год составляло 2 093 человека.
| 1962  | 1968  | 1975  | 1982  | 1990  | 1999  | 2006  | 2007  | 2008  |
| ----- | ----- | ----- | ----- | ----- | ----- | ----- | ----- | ----- |
| 1 373 | 1 549 | 1 508 | 1 674 | 1 853 | 1 827 | 2 038 | 2 065 | 2 093 |